# Ommatius serenus
Ommatius serenus là một loài ruồi trong họ Asilidae. Ommatius serenus được Wulp miêu tả năm 1872. Loài này phân bố ở miền Australasia.